# Sílvia Ferrando
Silvia Ferrando Luquin es una directora de escena, actriz y dramaturga catalana. También es doctora en artes escénicas, investigadora y profesora en el Institut del Teatre de la Diputació de Barcelona, institución de la que es su directora general desde julio de 2021.
Licenciada en Matemáticas por la Universidad Politécnica de Cataluña en 1999 y, posteriormente, en Dirección escénica y dramaturgia por el Institut del Teatre. Inicia su trayectoria artística como actriz, participando en las producciones de diferentes directores de escena, entre ellos Ricard Salvat, Mario Gas  o Joan Arqué.
De 2001 a 2008, dirige más de una docena de montajes que se estrenan, entre otros lugares, en el Teatre Lliure, en el Festival Temporada Alta o en el Festival Internacional de Teatro de Sitges. Exceptuando los clásicos La tempestad (2002) de Shakespeare y Los justos (2003) de Albert Camus (2003), sus piezas son creaciones escénicas a partir de textos no teatrales de autores como Anton Chéjov, Pier Paolo Pasolini o Julio Cortázar. Algunas de estas creaciones que parten de textos literarios y reivindican la autoría femenina de Mercè Rodoreda o de Camille Claudel.
En 2005, después de realizar una formación de dos años en dramaturgia con Javier Daulte en Sudamérica, colabora con la Fundación Promenor (a favor del niño) en un proyecto de trabajo social y artes escénicas en Brasil.
A partir de 2009 empieza una serie de proyectos de creación en los que asume tanto la dirección como la autoría textual. Estos montajes se estrenaron en contextos internacionales en Argentina, Suiza, Egipto y los Estados Unidos.
En 2017 inicia una trilogía que reflexiona sobre los rastros del pasado franquista, colonial y patriarcal en la sociedad actual. Presenta las dos primeras obras de esta serie junto con el colectivo José y Sus Hermanas, que funda y encabeza el mismo año. Con ese colectivo estrena Los bancos regalan sandwicheras y chorizos (2017) y Arma de construcción masiva (2018), obras dedicadas a pensar la herencia del franquismo en la actualidad y la importancia de la educación como antídoto democrático. Estas piezas pudieron verse en numerosos teatros de Cataluña y del Estado Español y fueron reconocidas con dos premios de la Crítica catalana.
Su último espectáculo, Hernán Cortés se escribe con ñ (2021), pudo verse en el Festival Grec de Barcelona . Es la última parte de aquella trilogía postdramática o de "escena híbrida"  y se ocupa del lastre colonial de las sociedad europeas de hoy en día.

## Trayectoria docente e investigadora
Paralelamente a su actividad artística, en 2002 inicia su actividad docente, impartiendo clases en la Universidad Politécnica de Cataluña, en Elisava y en varias escuelas de teatro de Madrid, Buenos Aires y Río de Janeiro. En 2007 empieza a impartir clases en el Instituto del Teatro de Barcelona, en el departamento de Teoría e Historia de las Artes Escénicas. Además de dirigir varios talleres en la especialidad de interpretación, ha impartido clases de literatura dramática y teoría teatral, centro de interés de su investigación como investigadora. Desde 2010 da clases de teoría feminista y decolonial en las tres especialidades de la Escuela Superior de Arte Dramático : Interpretación, Dirección y dramaturgia y Escenografía. Asimismo, ha promovido la perspectiva de género y decolonial en los estudios teatrales y ha trabajado ampliamente la teoría y la literatura dramática desde estas perspectivas.
Como docente y como responsable del área de investigación e innovación del Institut del Teatre, cargo que ocupó de 2017 hasta 2021, se interesa y promueve las nuevas dramaturgias, las metodologías contemporáneas de creación, así como las nuevas formas de investigar en artes escénicas.
También se interesa en las nuevas pedagogías en artes escénicas y en repensar los retos actuales de la educación artística superior, como la superación de las disciplinas artísticas tradicionales, el papel de la tecnología en los espectáculos o la preservación del legado teatral propio y la su renovación en clave contemporánea. Desde el Institut del Teatre, se ha ocupado de crear puentes y espacios de debate con otras instituciones educativas de artes en vivo como la School for New Dance Development (SNDO) de Ámsterdam o el Instituto de Estudios Teatrales Aplicados de Giessen.
En el ámbito de la investigación se ha dedicado a reflexionar sobre las nuevas formas de teatro político y la ética en la dramaturgia del siglo XX y XXI, especialmente en las obras de Albert Camus, Heiner Müller y Caryl Churchill. La mayor parte de su producción académica está dedicada a esta última autora, como testifican varios artículos en la revista Estudis Escènics o en la revista (Pausa.), donde coordinó un dosier sobre la obra de Churchill (núm. 35, 2013). En su tesis doctoral, "Las dramaturgias de Caryl Churchill. El mundo y sus sombras", trata de articular cómo la dramaturga británica compone formalmente sus obras y cómo se aproxima a las cuestiones del capitalismo post-thatcherista, el papel de las minorías o la posibilidad de la revolución.

## Autoría escénica
- Hernán Cortés se escribe como ñ (2021).[11]

- Bitch (2020).[15]

- Arma de construcción masiva (2018).[8]

- Los bancos regalan sandwicheras y chorizos. (2017).

- Encuentros (2014) de Helder Costas.[16]

- 7 Encuentros (2013) de Helder Costas.[17]

- This is a Class! (2013).[6]

- BRUIT (2010) . Creación y dirección conjuntamente con Francesca Pirami.[18]

- Una búlgara en un campamento de verano ruso en Cuba (2009). Creación y dirección conjuntamente con Maria Stoyanova.[19]

- Sing, sing sing (2009). Conjuntamente con la cía. Divinas.[20]

- Mnemosina (2008) con Esther Pallejà.[21]

- Jardín del espejo roto (2008). Creación colectiva a partir de textos de Mercè Rodoreda. [22]

- En mi Mercè (2005). Creación a partir de cuentos de Mercè Rodoreda.[23]

- Camille (2004). Creación y dirección conjuntamente con Pep Munné, a partir de textos de Camille Claudel.[6]

- Los justos (2003) de Albert Camus.[24]

- Riente hacia la oscuridad (2003) de Patrice Chaplin.[25]

- 1024 decibelios (2003). Creación conjuntamente con Walter Rippel.[26]

- La tempestad (2002) de William Shakespeare.[27]

- La vuelta al día en ochenta mundos (2002). Creación a partir de textos de Julio Cortázar.[18]

- Palabra de Bergman (2002). Creación a partir del guion de Persona de Ingmar Bergman.[28]

- Fragmentos de Pasolini (2002). Creación de teatro-danza a partir de textos de Pier Paolo Pasolini.[18]

- Rusia siglo XX (2002). Creación a partir de textos de Anton Chéjov.[18]

## Producción académica y literaria[29]
- "Contra lo entretenimiento y dejar pasar la vida". Dramática 1 (2020): 88-91.

- Estudio introductorio y traducción de C HURCHILL, Caryl . Bosque loco / Corazón azul / Lo suficientemente borracho para decir te quiero? / Escapada solitaria. Comanegra, Institut del Teatre, 2018. ISBN 978-84-17188-60-3 .

- "La caza de brujas. El chivo expiatorio de la medicina moderna (Vinegar Tom)." Estudios Escénicos 43 (2018): 1-18.

- "Las dramaturgias de Caryl Churchill. El mundo y sus sombras", Tesis doctoral, Universidad Autónoma de Barcelona, 2016. http://hdl.handle.net/10803/385735

- "Teatro y revolución en la obra de Albert Camus, Heiner Müller y Caryl Churchill." Estudios Escénicos 41-42 (2015): 64-71.

- "La elipsis del individuo." (Pausa.) 35 (2013).

- "La Orestea, ¿por qué no?" Sierra de Oro (2000).